# 七里坪戰鬥
七里坪戰鬥發生於1932年8月9日至8月18日，地點則是在中國鄂東一帶（黄安县今红安县）。該戰鬥是國共內戰前期主要戰鬥之一，交戰一方為中華民國國民革命軍，另一方則為中國共產黨所領導之中國工農紅軍。